# Cooperstown (Dacota do Norte)
Cooperstown é uma cidade localizada no estado norte-americano de Dakota do Norte, no Condado de Griggs.

## Demografia
Segundo o censo norte-americano de 2000, a sua população era de 1053 habitantes.
Em 2006, foi estimada uma população de 930, um decréscimo de 123 (-11.7%).

## Geografia
De acordo com o United States Census Bureau tem uma área de
2,4 km², dos quais 2,4 km² cobertos por terra e 0,0 km² cobertos por água.

## Localidades na vizinhança
O diagrama seguinte representa as localidades num raio de 28 km ao redor de Cooperstown.